# Ahaus
Ahaus è una città della Renania Settentrionale-Vestfalia, in Germania.
Appartiene al distretto governativo (Regierungsbezirk) di Münster e al circondario (Kreis) di Borken (targa BOR).
Ahaus si fregia del titolo di "Media città di circondario" (Mittlere kreisangehörige Stadt).